# Ториньї-ле-Віль
Ториньї-ле-Віль (фр. Torigny-les-Villes) — муніципалітет у Франції, у регіоні Нижня Нормандія, департамент Манш. Ториньї-ле-Віль утворено 1 січня 2016 року шляхом злиття муніципалітетів Бректувіль, Ж'євіль, Гільбервіль i Ториньї-сюр-Вір. Адміністративним центром муніципалітету є Ториньї-сюр-Вір. Населення — 4439 осіб (01.01.2021).